# Ридштат
Ридштат (њем. Riedstadt) град је у њемачкој савезној држави Хесен. Једно је од 14 општинских средишта округа Грос-Герау. Према процјени из 2010. у граду је живјело 21.460 становника. Посједује регионалну шифру (AGS) 6433011.

## Географски и демографски подаци
Ридштат се налази у савезној држави Хесен у округу Грос-Герау. Град се налази на надморској висини од 88 метара. Површина општине износи 73,8 km². У самом граду је, према процјени из 2010. године, живјело 21.460 становника. Просјечна густина становништва износи 291 становника/km².

## Међународна сарадња
| Мјесто         | Држава    | Врста сарадње | Од    |
| -------------- | --------- | ------------- | ----- |
| Таураге        | Литванија | партнерство   | 1993. |
| Сортино        | Италија   | партнерство   | 1993. |
| Бријен ле Шато | Француска | партнерство   | 1979. |
| Извор          |           |               |       |